# Дріб (набій)

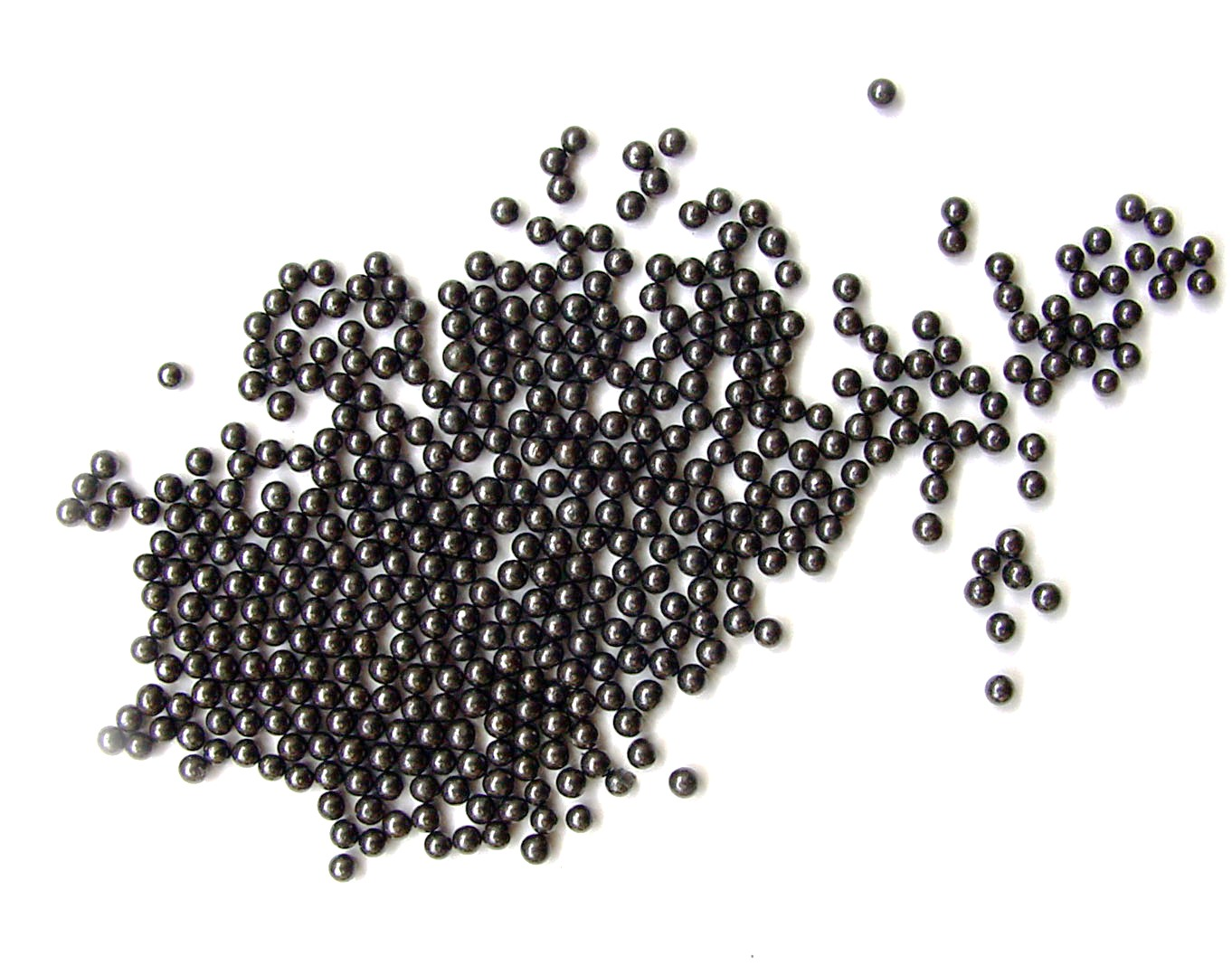
Дріб

Дріб, шріт (від нім. Schrot) — дрібні, звичайно свинцеві, металеві кульки для стрільби. Найчастіше дробом стріляють з мисливської гладкоствольної зброї (дробовиків). Зберігають дріб у спеціальних мішечках або коробках — дробівни́цях (шротівни́цях). Дробівниці для дульнозарядних дробовиків споряджають спеціальними, зазвичай автоматичними мірками, які відсипають у ствол необхідну кількість дробу.

## Виробництво дробу

### Матеріали

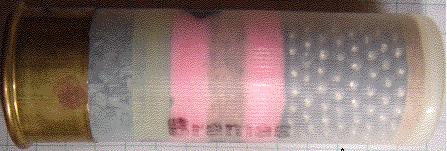
Споряджений мисливський набій

Дріб виготовляється з чистого свинцю або зі свинцю з домішками інших речовин, наприклад, сірчистого миш'яку (аурипігмент), олова, стибію; останнім часом дріб також виробляють зі сталі і вісмуту. Домішки до свинцю дозволяють покращити якості дробу. Наприклад, сплав для традиційного англійського дробу складається зі свинцю з домішкою (близько 0,2 %) миш'яку, завдяки чому розплавлена маса легше формується в сферичні краплі і шріт виходить дещо твердішим, ніж з чистого свинцю.
Токсичні речовини, що використовуються при виготовленні дробу (свинець та інші) служать причиною отруєння тварин і риби у водоймах, тому у багатьох країнах (Данія, Швеція, Фінляндія, Іспанія та інші) діє повна або часткова заборона на використання боєприпасів, що містять свинець.

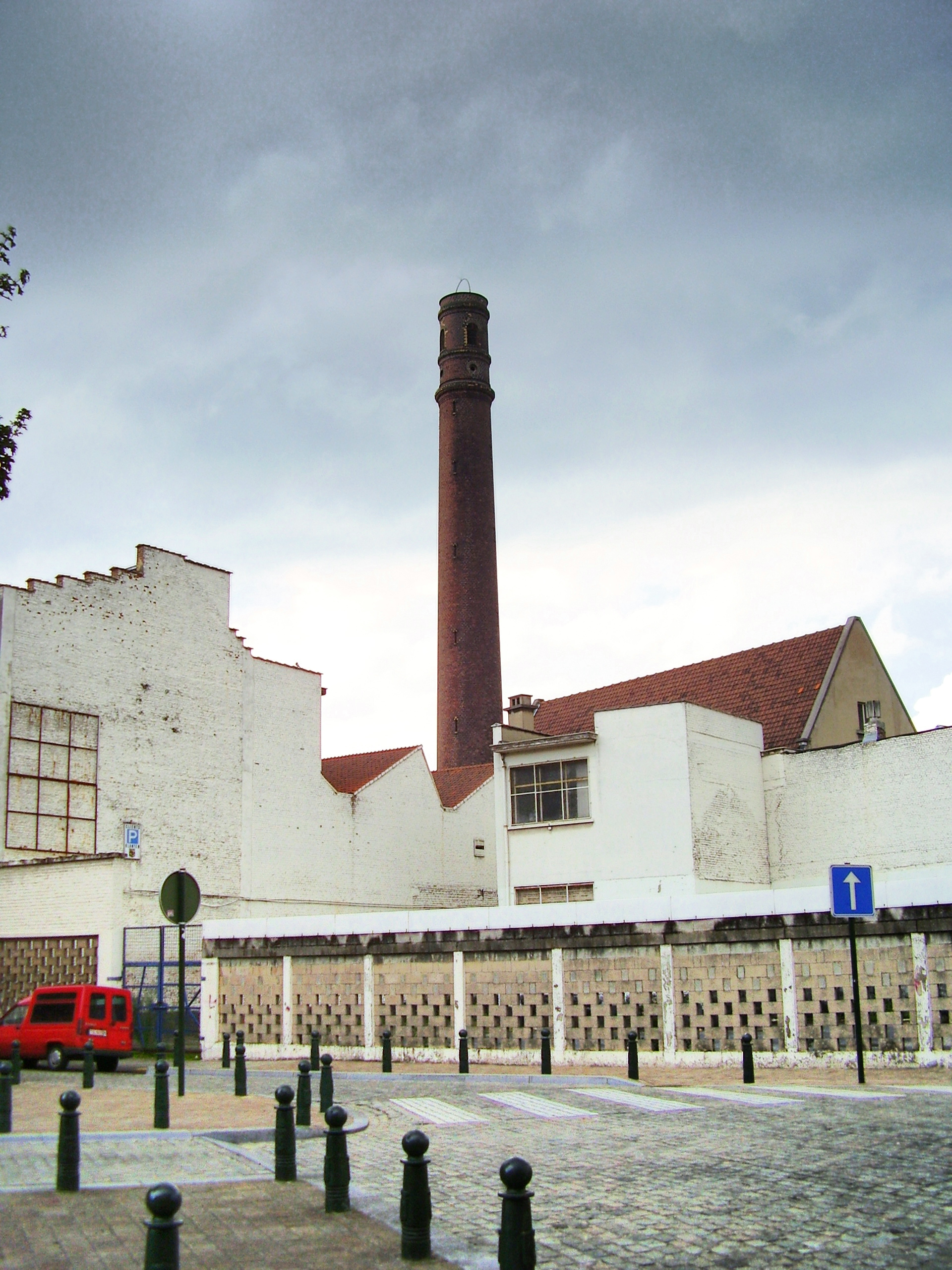
Брюссельська шротова вежа

### Литво та сортування

Відливання дробу вежовим способом

Дріб виготовляють на спеціальних підприємствах — дроболиварнях (шротоливарнях). Головним елементом дроболиварень до XX століття була шротова вежа, зазвичай мурована, на вершині якої розташовувалися плавильні печі і сита, а внизу — резервуар з водою (або іншою охолоджувальною рідиною). Метод вежового відливання дробу запатентовано 1782 року бристольським інженером-гідравліком Вільямом Воттсом (William Watts). Того ж року винахідник збудував біля свого будинку в районі Редкліфф першу шротову вежу. Розплавлений свинець виливають в мідний «друшляк» з отворами діаметром від 0,07 до 0,5 мм. Краплі свинцю, що витікають крізь отвори, попередньо охолоджуються повітрям під час падіння у вежі з висоти 30-45 м, а потім падають у воду. Вежове дроболиварство замінило давніші методи відливання дробинок у ливарських формах, яке було вельми витратним, і спосіб виливання розплавленого свинцю в бочку з водою, що давав дробинки недостатньо правильної форми. Дріб більшого розміру («картеч»), який не можна було отримати вежовим литтям, виготовляли з рубаних шматків свинцю, обкочуючи їх разом в обертовій бочці.
У 1848 році нью-йоркською компанією T.O LeRoy Company був запатентований метод «вітряної вежі», при якому краплі свинцю обдувалися холодним повітрям, що скоротило час їх застигання. Це позбавило від необхідності будівництва високих веж, але їх продовжували масово споруджувати до кінця XIX ст., і навіть пізніше.
У 1961 році Луїс В. Блімайстер (Louis W. Bliemeister) з Лос-Анджелеса запатентував інший метод відливання дробу з номерами від 7 до 9 (за американською нумерацією). При ньому розплавлений свинець виливається через маленькі отвори і краплі занурюються приблизно на 2,5 см (1 дюйм) у гарячу рідину, де вони скочуються по похилій площині, після чого знову падають, вже з висоти 90 см (3 фути). Температура рідини визначає швидкість застигання свинцю, а поверхневий натяг рідини і похила площина разом забезпечують правильну сферичну форму дробинок. Розмір отриманого дробу визначається діаметром отворів, що коливається від близько 0,46 мм для № 9 до 0,64 для № 6-№ 7 (на розмір дробинок також впливає застосовуваний сплав). Правильність форми визначає кут нахилу площини, а також температура охолоджувальної рідини (для неї застосовують різні матеріали, від дизельного палива до антифризу і водорозчинної олії). Метод Блімайстера застосовується у дроболиварстві з 1960-х (для дробу звичайних розмірів), у той час як дріб великих номерів виготовляється штампуванням з дроту півсферичних заготовок з наступним спресовуванням їх у кульки.
Відлитий дріб подається в обертовий барабан, де внаслідок пересипання згладжується і надалі сортується. Відсортований дріб остаточно полірується обертанням у барабанах з додаванням графіту.

### Нумерація
Величина шроту варіює приблизно від 1 до 9 мм і позначається номерами. В Україні, як у Росії, Німеччині, Англії більшим номером позначається дрібніший шріт (у Швеції навпаки). Наприклад, на дрібну птицю набої споряджають шротом № 9 (діаметром близько 2 мм), на гуску (в якої тверде перо) № 3 (3,5 мм), на зайця — № 1 (4 мм) або № 0 (4,25 мм). Крупніший від № 0 шріт нумерується 00 (два нулі), далі 000, 0000, 00000, 000000 (діаметром 5,5 мм).
Згідно з ГОСТ 7837-76 дріб має таку нумерацію:
| Позначення   | 12   | 11   | 10   | 9    | 8    | 7,5  | 7    | 6    | 5    | 4    | 3    | 2    | 1    | 0    | 00   | 000  | 0000 | 00000 | 000000 |
| Діаметр (мм) | 1,25 | 1,50 | 1,75 | 2,00 | 2,25 | 2,40 | 2,50 | 2,75 | 3,00 | 3,25 | 3,50 | 3,75 | 4,00 | 4,25 | 4,50 | 4,75 | 5,00 | 5,25  | 5,50   |

У Сполучених Штатах використовують таку класифікацію дробу за розмірами кульок:
| Назва     | Тип (англ.)                  | Вага                | Діаметр          |
| --------- | ---------------------------- | ------------------- | ---------------- |
| #TriBall  | Buck (на оленя)              | 20,41 г (315 гран)  | 15,24 мм (0,60") |
| #0000     | Buck                         | 5,51 г (85 гран)    | 9,40 мм (0,380") |
| #000      | Buck                         | 4,54 г (70 гран)    | 9,14 мм (0,360") |
| #00       | Buck                         | 3,49 г (53,8 гран)  | 8,38 мм (0,330") |
| #0        | Buck                         | 3,18 г (49 гран)    | 8,13 мм (0,320") |
| #1        | Buck                         | 2,62 г (40,5 гран)  | 7,62 мм (0,300") |
| #2        | Buck                         | 1,91 г (29.4 гран)  | 6,86 мм (0,270") |
| #3        | Buck                         | 1,52 г (23,4 гран)  | 6,35 мм (0,250") |
| #4        | Buck                         | 1,34 г (20,7 гран)  | 6,09 мм (0,240") |
| #FF       | Waterfowl (на водяну птицю)  | 1,18 г (18,2 гран)  | 5,84 мм (0,230") |
| #F (#TTT) | Waterfowl                    | 1,04 г (16,0 гран)  | 5,59 мм (0,220") |
| #TT       | Waterfowl                    | 0,899 г (13,9 гран) | 5,33 мм (0,210") |
| #T        | Waterfowl                    | 0,778 г (12,0 гран) | 5,08 мм (0,200") |
| #BBB      | Bird (на птицю)              | 0,66 г (10,2 гран)  | 4,82 мм (0,190") |
| #BB       | Bird                         | 0,57 г (8,8 гран)   | 4,57 мм (0,180") |
| #B        | Bird                         | 0,48 г (7,4 гран)   | 4,32 мм (0,170") |
| #2        | Bird                         | (4,4 гран)          | 3,76 мм (0,148") |
| #4        | Bird                         | (3,1 гран)          | 3,28 мм (0,129") |
| #5        | Bird                         | (2,6 гран)          | 3,05 мм (0,120") |
| #6        | Bird                         | (2,0 гран)          | 2,77 мм (0,109") |
| #7 1/2    | Bird                         | (1,5 гран)          | 2,39 мм (0,094") |
| #8        | Bird                         | (1,3 гран)          | 2,26 мм (0,089") |
| #8 1/2    | Bird                         | (0,97 гран)         | 2,16 мм (0,085") |
| #9        | Bird                         | (0,75 гран)         | 2,01 мм (0,079") |
| #12       | rat/snake (на щура або змію) |                     | 1,3 мм (0.05")   |

Свинцевий дріб великого (від 5,25 мм.) діаметра називають картеччю. Залежно від калібру рушниці, і відповідно, набою, в нього поміститься інша кількість дробинок. Є відповідні рекомендації щодо спорядження набоїв та, відповідно, співвідношення наважки пороху та шроту.

## Інше використання дробу
Сталевий дріб, крім збройового призначення, використовується в дробоструменевих машинах для механічного очищення металів від грубого забруднення а також для зміцнення їх поверхні клепанням. Вимоги до форми і розмірів такого дробу є некритичними.